# 魔幻牌
《魔幻牌》是魔法门系列游戏作品中附带的一款小型卡片游戏。1999年的《魔法门VII：血统与荣耀》和2000年的《魔法门VIII：毁灭者之日》内均含这款魔幻牌游戏并作为一项游戏任务存在。2000年，3DO公司单独发行了《魔幻牌》游戏，玩家可以单人与电脑对战或者通过LAN或TCP/IP连接与其他玩家进行多人游戏。